# Download.com
Download.com là một trang thư mục tải xuống của CNET được ra mắt vào năm 1996. Ban đầu, tên miền là download.com, sau đó trở thành download.com.com một thời gian ngắn, và hiện tại là download.cnet.com. Với tên miền download.com, trang web đã thu được ít nhất 113 triệu khách truy cập hàng năm theo một nghiên cứu của Compete.com vào năm 2008.

## Tổng quan
Download.com cung cấp bốn loại nội dung chính: phần mềm (bao gồm Windows, MacOS và điện thoại di động), nhạc, trò chơi và video, tất cả đều có thể tải xuống qua FTP từ máy chủ của Download.com hoặc máy chủ của bên thứ ba.
Mục Phần mềm gồm hơn 100.000 phần mềm miễn phí và phần mềm chia sẻ. Tải xuống thường được đánh giá và xem xét bởi các biên tập viên. Người dùng đã đăng ký có thể viết đánh giá sản phẩm. Các nhà phát triển phần mềm được phép phân phối các phần mềm của họ thông qua trang Upload.com của CNET. CNET sử dụng Spigot Inc để kiếm tiền từ lưu lượng truy cập của Download.com.

## Phân phối phần mềm độc hại
Vào tháng 8 năm 2011, Download.com giới thiệu một trình quản lý cài đặt có tên CNET TechTracker để phân phối nhiều phần mềm từ danh mục của họ. Trình cài đặt này có trojan và bloatware. CNET thừa nhận trong Câu hỏi thường gặp (FAQ) của họ về Tải xuống là một số nhà phát triển phầm mềm đã gắn cờ Trình cài đặt vì chứa phần mềm quảng cáo hay phần mềm không mong muốn.
Vào tháng 12 năm 2011, Gordon Lyon, với bút danh Fyodor, bày tỏ có sự nhầm lẫn giữa nội dung được cung cấp trên Download.com. một số phần mềm bị cáo buộc là lừa dối hay vi phạm bản quyền thương hiệu.
Một nghiên cứu của How-To Geek vào năm 2015 rằng Download.com đang đóng gói phần mềm độc hại bên trong các trình cài đặt. Nghiêm cứu khác của họ cho thấy Download.com đang cài đặt chứng chỉ SSL giả bên trong trình cài đặt của trang web. Các chứng chỉ giả này có thể khiến xảy ra xung đột.
Vào tháng 7 năm 2016, How-To Geek phát hiện Download.com không còn phần mềm quảng cáo/phần mềm độc hại trong các lần tải xuống và chương trình Trình cài đặt của nó đã tạm ngừng.